# 狂流
《狂流》是1933年上映的中国无声故事片，由明星影片公司出品，夏衍编剧，程步高执导，董克毅摄影，胡蝶、龚稼农主演。